# Casa al carrer Palau, 14 (Rupit)
La Casa al carrer Palau, 14 és una casa de Rupit i Pruit (Osona) inclosa a l'Inventari del Patrimoni Arquitectònic de Catalunya.

## Descripció
Com la majoria d'edificacions de la vila de Rupit, aquesta casa data dels segles XVII-XVIII. Per aquella època la vila experimenta un gran creixement demogràfic motivat sobretot per l'establiment d'immigrants francesos durant la guerra dels Segadors (1654). La parròquia de Sant Miquel de Rupit va dependre de la de Sant Andreu de Fàbregues fins al 1878, però, al segle xiii, amb l'establiment de cavallers al Castell de Rupit el nucli començà a tenir importància i a les darreries d'aquell segle i principis del segle xiv, s'hi bastí la parròquia de Sant Miquel, sufragània de la Sant Andreu.

## Història
Com la majoria d'edificacions de la vila de Rupit, aquesta casa data del segle XVII-XVIII. Per aquella època la vila experimenta un gran creixement demogràfic motivat sobretot per l'establiment d'immigrants francesos durant la guerra dels Segadors (1654). La parròquia de Sant Miquel de Rupit va dependre de la de Sant Andreu de Fàbregues fins al 1878. Aquesta havia estat primitiva, però al segle xiii am l'establiment de cavaller s al Castell de Rupit el nucli començà a tenir importància i a darreries d'aquell segle i principis del segle xiv i s'hi bastí la parròquia de Sant Miquel, sufragània de la Sant Andreu.